# Јипси Морено
Јипси Морено Гонзалес (шп. Yipsi Moreno González; Камагвеј, 19. новембар 1980) је кубанска атлетичарка, која се такмичи у дисциплини бацање кладива. Двоструки је светски шампион и два пута је освајала сребрну медаљу на Олимпијским играма. Такође је и бивша јуниорска рекордерка у овој дисциплини.
Најбољи резултат је остварила у Варшави 17. јуна 2007. када је бацила кладиво 76,36 метара.